# FA Cup 1889/90

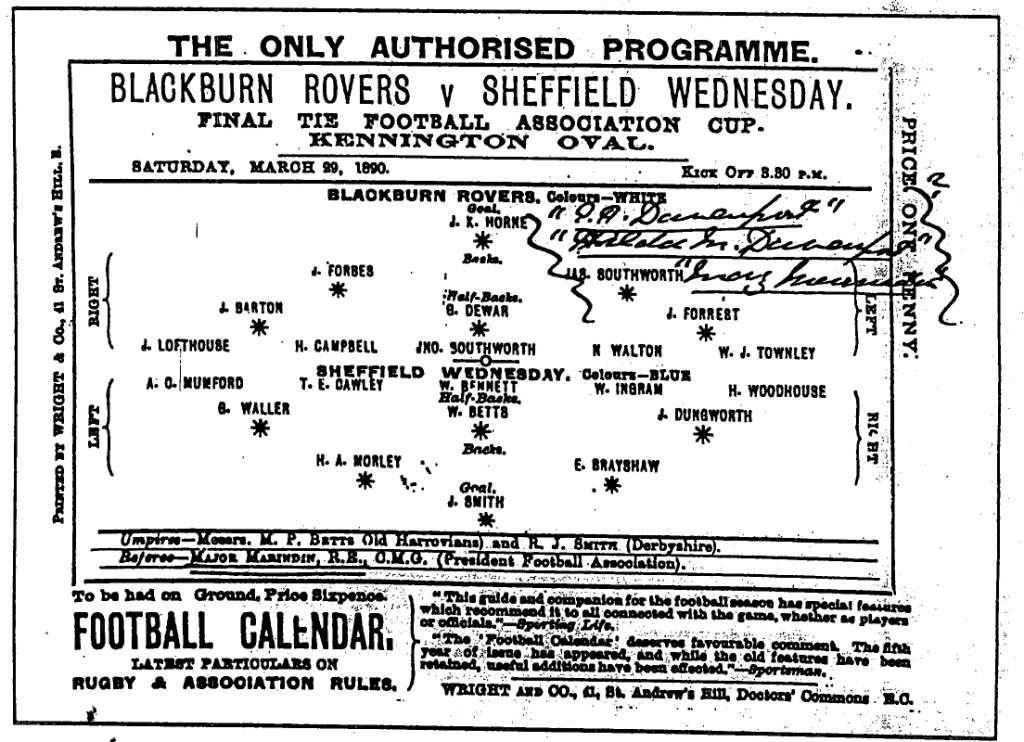
Das Match-Programm des FA-Cup-Finals (1890).

Der FA Cup 1889/90 war die 19. Austragung des The Football Association Challenge Cup (meist als FA Cup bekannt).
Der Pokalwettbewerb startete mit der Qualifikation zwischen dem 5. Oktober 1889 und dem 21. Dezember 1889 sowie anschließend mit der ersten Hauptrunde ab dem 18. Januar 1890. Sie endete mit dem Finalspiel im Kennington Oval in London am 29. März 1890 vor einer Kulisse von etwa 20.000 Zuschauern. Sieger des Wettbewerbs wurden zum vierten Mal die Blackburn Rovers. Unterlegener Finalist war The Wednesday.

## Wettbewerb

### Erste Hauptrunde
| Datum           |                         | Ergebnis |                      |
| --------------- | ----------------------- | -------- | -------------------- |
| 18. Januar 1890 | FC Accrington           | 3:1      | West Bromwich Albion |
| 18. Januar 1890 | Birmingham St. George’s | 4:4      | Notts County         |
| 18. Januar 1890 | Blackburn Rovers        | 4:2      | AFC Sunderland       |
| 18. Januar 1890 | Bolton Wanderers        | 10:2     | FC Distillery        |
| 18. Januar 1890 | FC Bootle               | 1:3      | Sunderland Albion    |
| 18. Januar 1890 | Derby Midland           | 3:0      | Nottingham Forest    |
| 18. Januar 1890 | FC Everton              | 11:2     | Derby County         |
| 18. Januar 1890 | Lincoln City            | 2:0      | FC Chester           |
| 18. Januar 1890 | Newcastle West End      | 1:2      | Grimsby Town         |
| 18. Januar 1890 | Preston North End       | 6:1      | Newton Heath         |
| 18. Januar 1890 | Sheffield United        | 2:1      | FC Burnley           |
| 18. Januar 1890 | The Wednesday           | 6:1      | FC Swifts            |
| 18. Januar 1890 | Small Heath             | 3:1      | FC Clapton           |
| 18. Januar 1890 | FC South Shore          | 2:4      | Aston Villa          |
| 18. Januar 1890 | FC Stoke                | 3:0      | Old Westminsters     |
| 18. Januar 1890 | Wolverhampton Wanderers | 2:0      | Old Carthusians      |

#### Wiederholungsspiele
| Datum           |               | Ergebnis |                         |
| --------------- | ------------- | -------- | ----------------------- |
| 25. Januar 1890 | FC Accrington | 3:0      | West Bromwich Albion    |
| 25. Januar 1890 | Notts County  | 6:2      | Birmingham St. George’s |

### Zweite Hauptrunde
| Datum           |                         | Ergebnis |                  |
| --------------- | ----------------------- | -------- | ---------------- |
| 1. Februar 1890 | Blackburn Rovers        | 3:0      | Grimsby Town     |
| 1. Februar 1890 | Bolton Wanderers        | 13:0     | Sheffield United |
| 1. Februar 1890 | FC Bootle               | 2:1      | Derby Midland    |
| 1. Februar 1890 | Notts County            | 4:1      | Aston Villa      |
| 1. Februar 1890 | Preston North End       | 4:0      | Lincoln City     |
| 1. Februar 1890 | The Wednesday           | 2:1      | FC Accrington    |
| 1. Februar 1890 | FC Stoke                | 4:2      | FC Everton       |
| 1. Februar 1890 | Wolverhampton Wanderers | 2:1      | Small Heath      |

### Dritte Hauptrunde
| Datum            |                         | Ergebnis |                  |
| ---------------- | ----------------------- | -------- | ---------------- |
| 15. Februar 1890 | FC Bootle               | 0:7      | Blackburn Rovers |
| 15. Februar 1890 | Preston North End       | 2:3      | Bolton Wanderers |
| 15. Februar 1890 | The Wednesday           | 5:0      | Notts County     |
| 15. Februar 1890 | Wolverhampton Wanderers | 4:0      | FC Stoke         |

#### Wiederholungsspiele
| Datum            |                         | Ergebnis |              |
| ---------------- | ----------------------- | -------- | ------------ |
| 22. Februar 1890 | The Wednesday           | 2:3      | Notts County |
| 22. Februar 1890 | Wolverhampton Wanderers | 8:0      | FC Stoke     |
| 3. März 1890     | The Wednesday           | 2:1      | Notts County |

### Halbfinale
Die beiden Spiele wurden am 8. März 1890 ausgetragen.
|                  | Ergebnis |                         | Ort   |
| ---------------- | -------- | ----------------------- | ----- |
| Blackburn Rovers | 1:0      | Wolverhampton Wanderers | Derby |
| The Wednesday    | 2:1      | Bolton Wanderers        | Derby |

### Finale
| Blackburn Rovers                                   | Blackburn Rovers | The Wednesday | The Wednesday |
| -------------------------------------------------- | --- | --- | ------------- |
| Blackburn Rovers                                   | \| Finale \| \| Samstag, 29. März 1890 in London (Kennington Oval) \| \| Ergebnis: 6:1 (4:0) \| \| Zuschauer: 20.000 \| \| Schiedsrichter: Major Francis Marindin \| \| Spielbericht \| | \| Finale \| \| Samstag, 29. März 1890 in London (Kennington Oval) \| \| Ergebnis: 6:1 (4:0) \| \| Zuschauer: 20.000 \| \| Schiedsrichter: Major Francis Marindin \| \| Spielbericht \| | The Wednesday |
| Blackburn Rovers                                   | Johnny Horne – James Southworth, John Forbes – John Barton, Geordie Dewar, Jimmy Forrest – Joe Lofthouse, Harry Campbell, Jack Southworth, Nat Walton, William Townley                  | Jim Smith – Haydn Morley, Teddy Brayshaw – Jack Dungworth, Billy Betts, George Waller – Billy Ingram, Harry Woolhouse, Michael Bennett, Albert Mumford, Tom Cawley                      | The Wednesday |
| Blackburn Rovers                                   | 1:0 William Townley (5.) 2:0 Nat Walton (10.) 3:0 William Townley (40.) 4:0 Jack Southworth (44.) 5:1 William Townley (70.) 6:1 Joe Lofthouse (85.)                                     | 4:1 Albert Mumford (50.) | The Wednesday |
| Finale                                             | | |               |
| Samstag, 29. März 1890 in London (Kennington Oval) | | |               |
| Ergebnis: 6:1 (4:0)                                | | |               |
| Zuschauer: 20.000                                  | | |               |
| Schiedsrichter: Major Francis Marindin             | | |               |
| Spielbericht                                       | | |               |